# Diga di Genna is Abis
La diga di Genna is Abis è uno sbarramento artificiale situato nell'omonima località, nei territori dei comuni di Uta (Italia) e Villaspeciosa. Realizzata per usi idropotabili, agricoli e industriali, riceve l'apporto del fiume Cixerri. L'invaso creatosi, il lago del Cixerri, oltre che dalla diga di Genna is Abis, è generato da due argini in materiali sciolti.

## Caratteristiche
La diga, edificata su progetto dell'ingegnere Mario Mulas tra il 1980 e il 1992 e collaudata il 23 luglio 2002, è di tipo murario a gravità ordinaria. Ha un'altezza di 26 metri, calcolati tra quota coronamento e punto più basso del piano di fondazione, e sviluppa un coronamento di 1 299 metri a 42 metri s.l.m.
Alla quota di massimo invaso, prevista a m 40,50 s.l.m., il bacino generato dalla diga ha una superficie dello specchio liquido di circa 5 km² mentre il suo volume totale è calcolato in 32 milioni di m³. La superficie del bacino imbrifero direttamente sotteso risulta pari a 425 km².
L'impianto, di proprietà della Regione Sardegna, fa parte del sistema idrico multisettoriale regionale ed è gestito dall'Ente acque della Sardegna.